# ティアンジュ原子力発電所
ティアンジュ原子力発電所（ティアンジュげんしりょくはつでんしょ、 フランス語: Centrale nucléaire de Tihange (CNT) ）またはチアンジュ原子力発電所は、ベルギー中部リエージュ州ユイに立地する原子力発電所である。
3基の原子炉があり、定格出力合計300.8万kW、職員数は1074人である。
- 1号機 ： 1968年発注、1975年10月1日運転開始、2025年10月1日運転終了予定[1][2]。
- 2号機 ： 1974年-1975年発注、1983年6月1日運転開始、2023年6月1日運転終了予定[1][2]。
- 3号機 ： 1974年-1975年発注、1985年9月1日運転開始、2025年9月1日運転終了予定[1][2]。

1号機は、2003年1月に成立した「商業原子力発電からの段階的撤退に関する法律」により2015年運転終了予定であったが、2009年10月、事業者が再生可能エネルギー研究・開発へ資金提供することなどを条件に10年間延長された。
2012年、2号機の原子炉圧力容器に微細なひびが見つかったとして運転停止、翌2013年に運転再開が許可されたが、2014年3月、圧力容器の耐久性に関する別の検査で問題が見つかり再び停止した。2014年11月30日、所内で火災事故が発生した。2016年3月22日のテロ事件（2016年ブリュッセル爆発）の際、最低限の要員を残して職員が避難した。